# Éléonore Desmier d'Olbreuse
Éléonore Marie Desmier d'Olbreuse est née le 3 janvier 1639 au château d'Olbreuse (aujourd'hui sur la commune d'Usseau, Deux-Sèvres) et morte le 5 février 1722 à Celle. Elle est dame de Harburg, comtesse puis duchesse de Wilhelmsburg, et épouse de Georges-Guillaume de Brunswick-Lunebourg (1624-1705). À partir de 1676, elle est officiellement duchesse de Brunswick-Lüneburg-Celle.

## Biographie

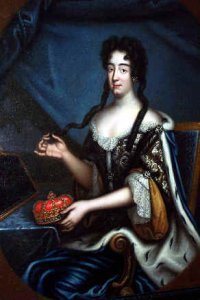
Éléonore d'Olbreuse.

De famille protestante originaire du Poitou, elle est la fille d'Alexandre II Desmier, seigneur d'Olbreuse (1608-1660) et de Jacquette Poussard de Vandré.
Elle est demoiselle d'honneur de la duchesse de La Trémoille, Marie de La Tour d'Auvergne, l'épouse de Henri Ier de La Trémoille, prince de Tarente. En 1648, la duchesse Marie marie son fils aîné Henri Charles de La Trémoille à Amélie de Hesse-Cassel. Au cours de l'hiver 1664, Amélie rend visite à sa famille à Kassel, accompagnée d'Eléonore. Cette dernière y était courtisée par de nombreux hommes en raison de sa beauté et son charme, entre autres par Georges-Guillaume de Brunswick-Lunebourg. C'est à cette époque, alors qu'elle passe tous les hivers à La Haye dans la maison du prince de Tarente, que le prince Georges-Guillaume se donne l'occasion de la revoir. La princesse Sophie de Palatinat qui était initialement fiancée à Georges-Guillaume, a également grandi à La Haye, à cette époque le centre politique du calvinisme. Dans le cadre d'une « cession de fiancée », Georges-Guillaume a renoncé à son mariage et a transféré la succession à son frère Ernest-Auguste de Hanovre qui avait épousé Sophie en 1658. Par conséquent, seul un mariage morganatique était possible pour Georges-Guillaume. Éléonore d'Olbreuse est d'abord devenue sa maîtresse.
En 1665, elle épouse morganatiquement et secrètement celui qui règne comme duc de Brunswick-Lunebourg sur les principautés de Calenberg de 1648 à 1665 et de Lunebourg-Celle de 1665 à 1705. Incidemment, les frères de la Maison Welf n'étaient pas des calvinistes, mais des luthériens. Éléonore, cependant, voulait une pleine reconnaissance en tant que duchesse égale. Georges-Guillaume lui a légué toute sa fortune privée et s'est engagé à subvenir aux besoins de son père appauvri d'une manière convenable. À partir de 1665, Éléonore passe la majeure partie de sa vie au Château de Celle avec son mari. Éléonore a fondé une église calviniste-réformée à Celle et l'a entretenue sur ses propres fonds.
Une fille naît de cette union :
- Sophie-Dorothée de Brunswick-Lunebourg (1666-1726), mariée en 1682 au prince Georges de Hanovre (1660-1727), alors héritier de l'électorat, qui règne sous le nom de George Ier sur l'électorat de Hanovre de 1698 à 1727 et sur le royaume de Grande-Bretagne de 1714 à 1727.

Cette fille est légitimée en 1674 par l'empereur Léopold Ier, puis définitivement par le mariage, officiel cette fois, de ses parents le 12 avril 1676, qui fait d'Éléonore Desmier une épouse duchesse souveraine. Le mariage d'Éléonore et de Georges-Guillaume était très heureux. Éléonore a eu trois autres fausses couches, mais n'a plus donné naissance à aucun enfant. Eleonore a connu le cours catastrophique du mariage de sa fille, un mariage entre cousins germains dans le seul but de maintenir ensemble les duchés de la maison de Welf, le divorce et l'emprisonnement de sa fille à Ahlden.

## La grand-mère de l'Europe

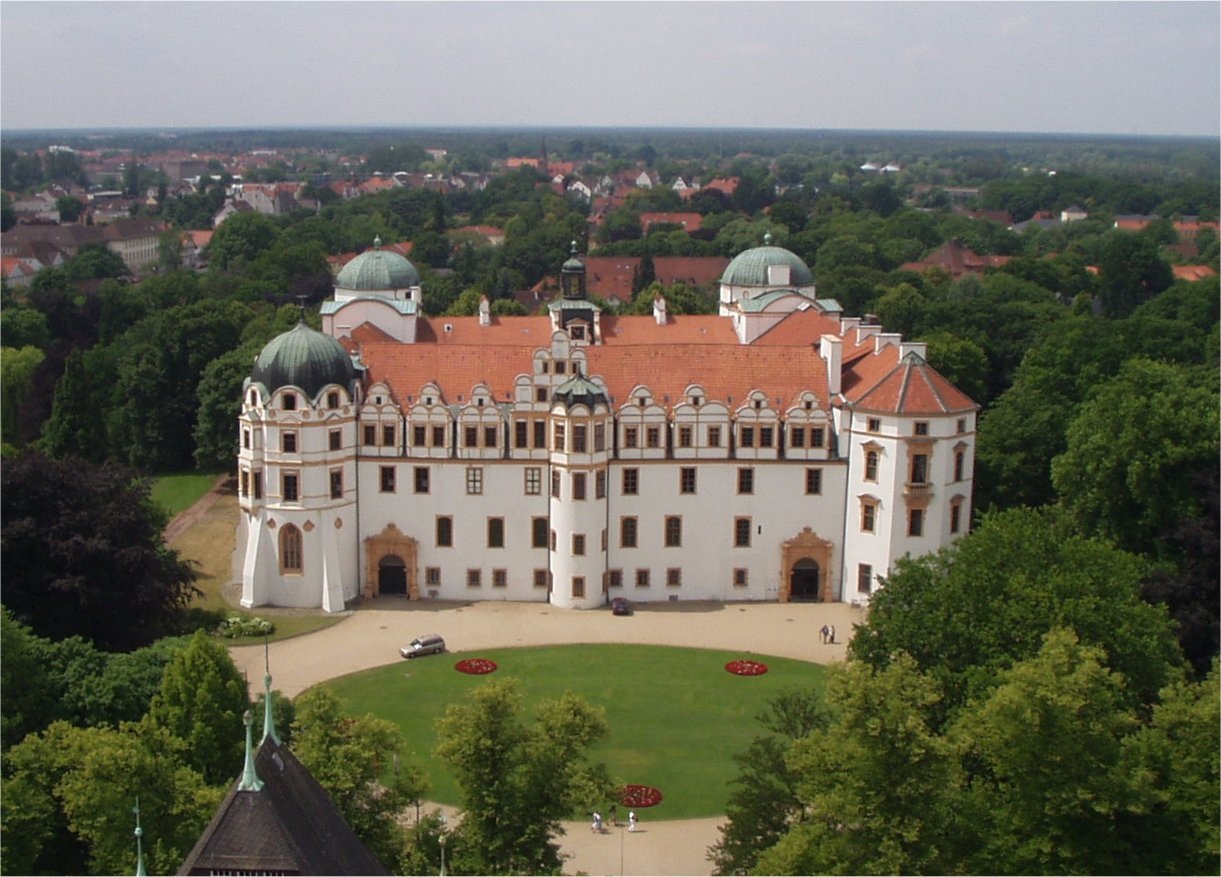
Le Château de Celle, résidence d'Éléonore et Georges-Guillaume

Éléonore Desmier d'Olbreuse est appelée la grand-mère de l'Europe. En effet, par les deux enfants de sa fille Sophie-Dorothée, le roi d'Angleterre George II et Sophie-Dorothée de Hanovre, femme du roi de Prusse Frédéric-Guillaume Ier, elle est l'ancêtre de presque toutes les familles princières de l'Europe actuelle. En conséquence, Eleonore est devenue l'arrière-grand-mère du fils de Sophie-Dorothée, Frédéric le Grand de Prusse.
Des liens plus inattendus ont été constatés : ainsi, par son ancêtre Philippe de Barbezières, Éléonore Desmier d'Olbreuse est un maillon d'une parenté entre la reine Élisabeth II et le président de la République française François Mitterrand, qui sont de cette façon des cousins très éloignés.
Éléonore s'est également assurée de marier ses sœurs d'une manière qui convienne à leur statut : Sa sœur aînée Angélique († 1688) épouse le comte Henri V de Reuss-Untergreiz en 1678. La sœur cadette Marie est devenue l'épouse d'Olivier de Beaulieu-Marconnay (1660-1751), également d'une famille huguenote du Poitou, qui a reçu le poste de chasseur principal à la cour de Celle. Le frère d'Éléonore, Alexandre, vit à Olbreuse avec sa femme qui était l'arrière-petite-fille du poète protestant Agrippa d'Aubigné. En 1685, à l'occasion de l'Édit de Fontainebleau, il prend l'initiative de cacher provisoirement des protestants, ce qui a conduit plus tard à la confiscation temporaire de ses biens. En 1707, la séquestre de Louis XIV fut levé et le château d'Olbreuse rendu à Éléonore.